# Hans Glißmeyer
Hans Glißmeyer (* 20. Juni 1936 in Wethau; † 6. Juli 2008 in Berlin) war ein deutscher Bauingenieur und Verkehrsplaner. Er war von 1983 bis 1989 Rektor der Hochschule für Architektur und Bauwesen in Weimar (HAB).

## Leben
Glißmeyer studierte nach dem Abitur an der Hochschule für Verkehrswesen in Dresden und wurde 1959 Diplom-Ingenieur. 1965 wurde er promoviert und erlangte 1971 die Lehrbefähigung für Straßenverkehrstechnik. Im selben Jahr wurde er Sekretär des Forschungsrats der Deutschen Demokratischen Republik (DDR) und war zeitweise Mitglied verschiedener ministerieller Arbeits- und Forschungskreise.
1972 wurde Glißmeyer als ordentlicher Professor für Verkehrsplanung an die Hochschule für Architektur und Bauwesen in Weimar (HAB) berufen, wo er 1977 Prorektor und 1983 Rektor wurde. Von 1985 bis 1989 war er kandidierendes Mitglied der Bauakademie der DDR.
Nach der Wende und der friedlichen Revolution in der DDR begann 1989 eine erhebliche Umstrukturierung der HAB und Glißmeyer verlor seine Position als Rektor. 1991 verließ er die Hochschule.
In den 1990er Jahren war Glißmeyer Teilnehmer an Projekten zur Generalverkehrsplanung in Berlin und war in verschiedenen Positionen an der Verkehrsentwicklungsplanung in den neuen Bundesländern beteiligt.

## Schriften (Auswahl)
- Lexikon Stadtverkehr, transpress, Berlin 1985.
- Rede des scheidenden Rektors zur Investitur, 7. Juli 1989. In: Achim Preiß, A. Winkler: Weimarer Konzepte. Die Kunst- u. Bauhochschule 1860 – 1995, Weimar 1996, Dokument 101.